# Gorbellé-Peulh
Gorbellé-Peulh  est une localité située dans le département de Boulsa de la province du Namentenga dans la région Centre-Nord au Burkina Faso. 

## Économie
L'agro-pastoralisme est l'activité principale du village.

## Éducation et santé
Le centre de soins le plus proche de Gorbellé-Peulh est le centre de médical avec antenne chirurgicale (CMA) de la province à Boulsa.